# Campeonato de Francia de Rugby 15 1904-05
El Campeonato de Francia de Rugby 15 1904-05 fue la 14.ª edición del Campeonato francés de rugby, la principal competencia del rugby galo.
El campeón del torneo fue el equipo de Stade Bordelais quienes obtuvieron su tercer campeonato.

## Desarrollo

### Semifinal
| 1904 | Stade Français | 8 - 0 | Le Havre AC |  |  |

| 1904 | Stade Bordelais | 14 - 3 | FC Lyon |  |  |

### Final
| 16 de abril de 1905 | Stade Bordelais | 12 - 3  | Stade Français | Stade du SBUC, route du Médoc, Bordeaux |  |
|                     |                 | Reporte |                |                                         |  |

| Bandera de Francia      |
| Campeón Stade Bordelais |
| Tercer título           |